# Херман Лоце
Рудолф Херман Лоце (на немски: Rudolf Hermann Lotze, 1817 - 1881) е германски философ и логик, преподавател в Гьотинген. Философията му е своеобразен компромис между материализма и идеализма, при който преобладава идеализмът. В учението на Лоце точното природознание, медицината се съчетават с идеализма в духа на Лайбниц. Най-известното произведение на Лоце е „Микрокосмос“. Идеите на Лоце подготвили почвата за феноменологията на Хусерл. Неговата логика оказала влияние върху Карински.